# 馬努伊利夫卡 (新烏克蘭卡區)
48°36′12″N 31°42′5″E / 48.60333°N 31.70139°E
馬努伊利夫卡（烏克蘭語：Мануйлівка），是烏克蘭中部基洛夫格勒州新烏克蘭卡區小维斯卡市镇内的村落。海拔高度184米，2021年人口629，98%居民使用烏克蘭語。